# 마커스 휴스턴

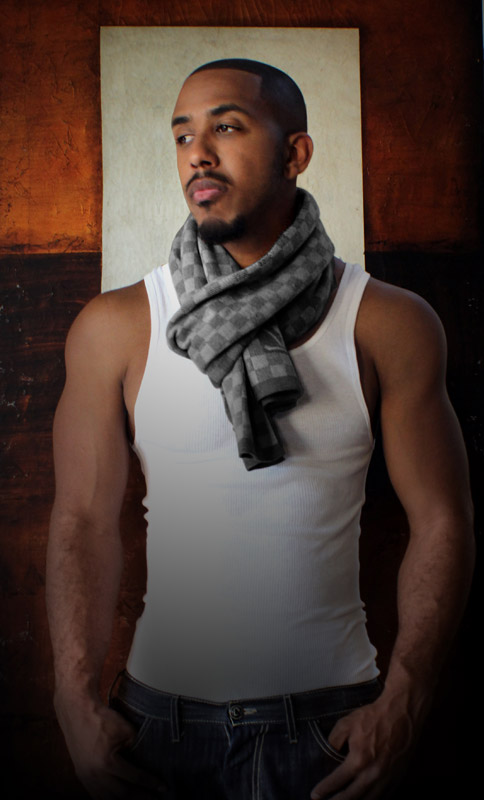

마커스 휴스턴(Marques Houston, 1981년 8월 4일 ~ )은 미국의 배우, 가수이다.
로스앤젤레스에서 태어났다.

## 영화
- 어 위켄드 위드 더 패밀리 (2016년)
- 보이 바이 (2016년)
- 윌 투 러브 (2015년)
- 부기 타운 (2012년) - 미차 역
- 비보이 배틀 아메리카 (2012년)
- 썸바디 헬프 미 (2007년)
- 팻 알버트 (2004년)
- 유 갓 서브드 (2004년) - 엘긴 역
- 더 센터 (2003년) - 진행자 역
- 하우스 파티 4 (2001년)
- 원 온 원 (2001년)
- 햄버거 특공대 (1997년)